# Melba (pomme)
Pour les articles homonymes, voir Melba.

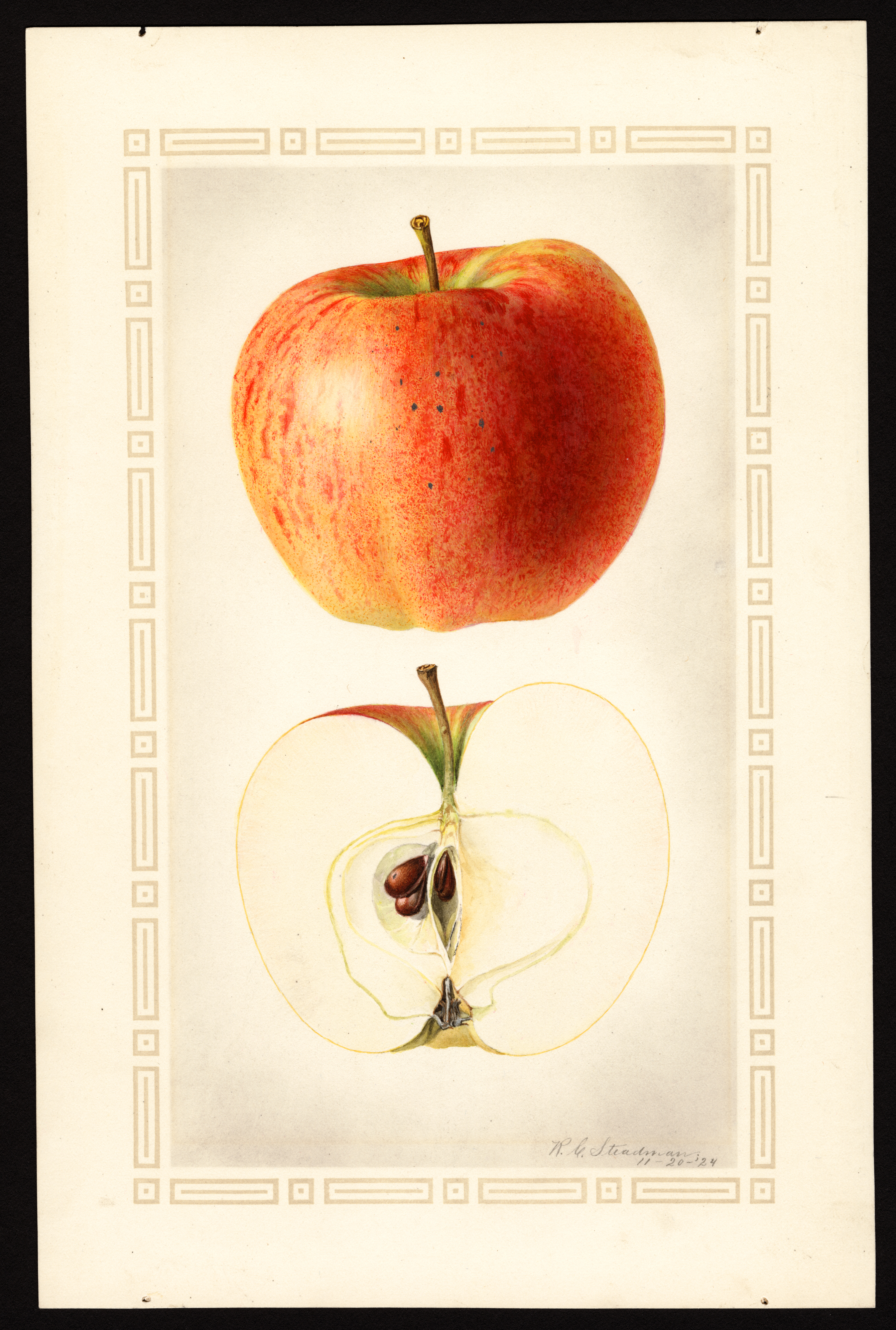
Image de la variété de pommes Melba (nom scientifique : Malus domestica), avec ce spécimen originaire du Nouveau-Brunswick, comté de Middlesex, New Jersey, États-Unis. Source : Collection d'aquarelles pomologiques du Département de l'agriculture des États-Unis. Collections rares et spéciales, Bibliothèque agricole nationale, Beltsville, MD 20705.

Melba est un cultivar de pommier domestique.
Nom botanique: Malus domestica Borkh melba

## Origine
Créée en 1909, à Ottawa, Canada, la variété est diffusée en 1927.

## Parenté
Pedigree : McIntosh × Liveland Raspberry.
Descendants:
- Caravel
- Chipman
- Exterer
- Jamba
- Lambton
- McLean
- Patterson
- Raritan
- Red Sparkle
- Silva
- Vista Bella

## Pollinisation
- Groupe de floraison : B.